# Французька інтервенція на півдні України

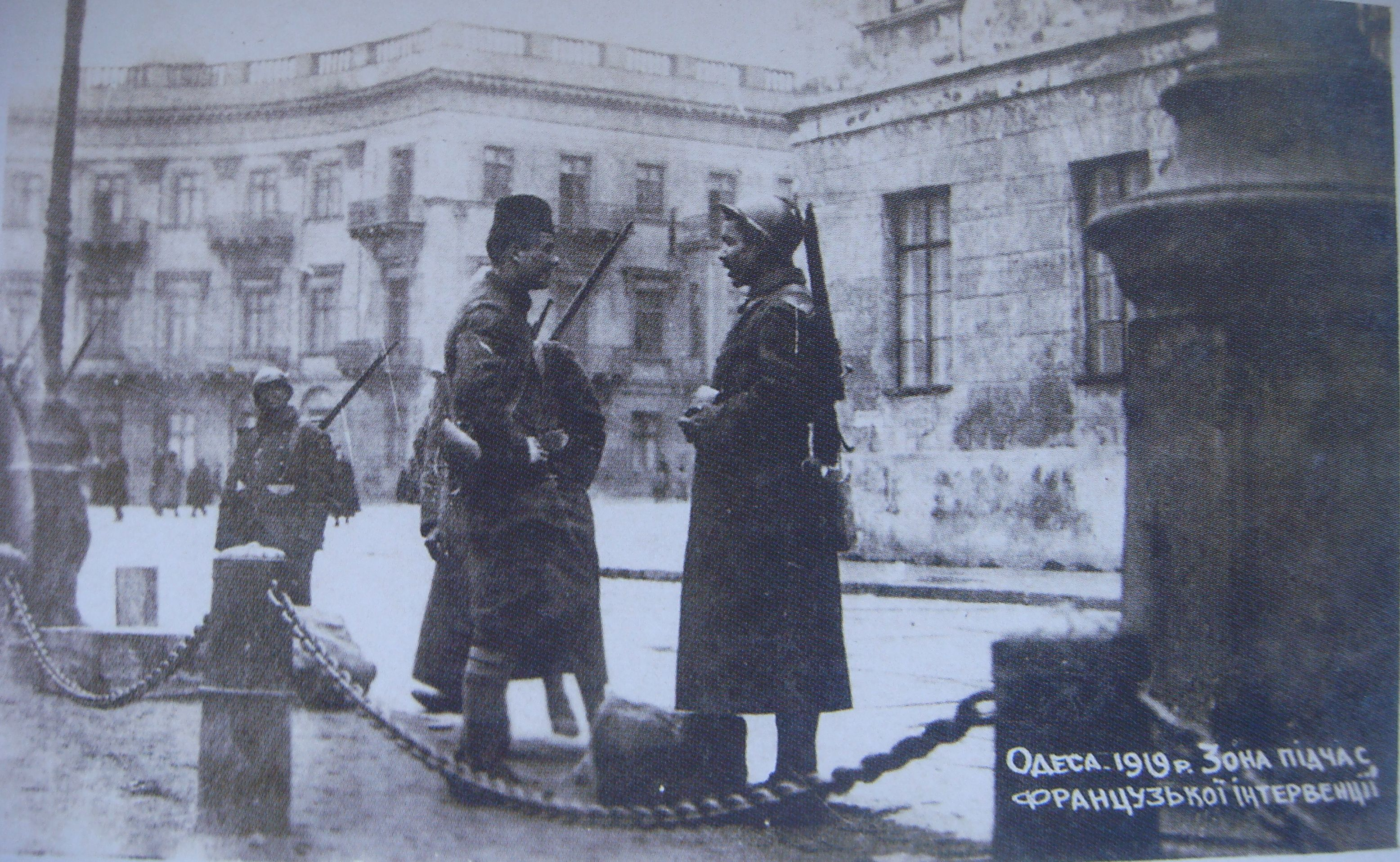
Французький патруль у французькій частині Одеси, що лежала між портом та Миколаївським бульваром. Зима 1918—1919 років.

Військо́ва прису́тність Анта́нти на пі́вдні Украї́ни — інтервенція збройних сил Французької республіки відповідно до рішень керівництва Антанти в 1918—1919 роках. Мала обмежений характер і, хоча була важливим фактором тогочасної політичної ситуації, не відіграла ключового значення в подіях тих років.

## Причини та перебіг подій
Розв'язання російськими більшовиками громадянської війни на території колишньої Російської імперії, у тому числі на українських етнічних землях,і, потому, на території Української Народної Республіки, спровоковане ними разом із російськими соціалістами-революціонерами протигетьманське повстання 1918 року, революційні події в Австро-Угорській імперії та Німецькій імперії зробили наприкінці 1918 Центральну та Східну Європу зоною надзвичайної військової напруженості, яка могла перекинутися на Західну Європу.
Потенційна небезпека змусила країни Антанти застосувати превентивні заходи щодо стабілізації ситуації у Східній Європі, насамперед на колишній території Російської імперії. Саме про це йшллося в декларації, опублікованій наприкінці листопада 1918 року в одеській пресі від імені країн Антанти. Зокрема, в ній проголошувалося, що останні «стверджують свою непохитну волю» підтримати лад на Півдні Росії і що ця «непохитна воля щонайближчим часом буде підтримана збройною силою в такій кількості, як того вимагають обставини».

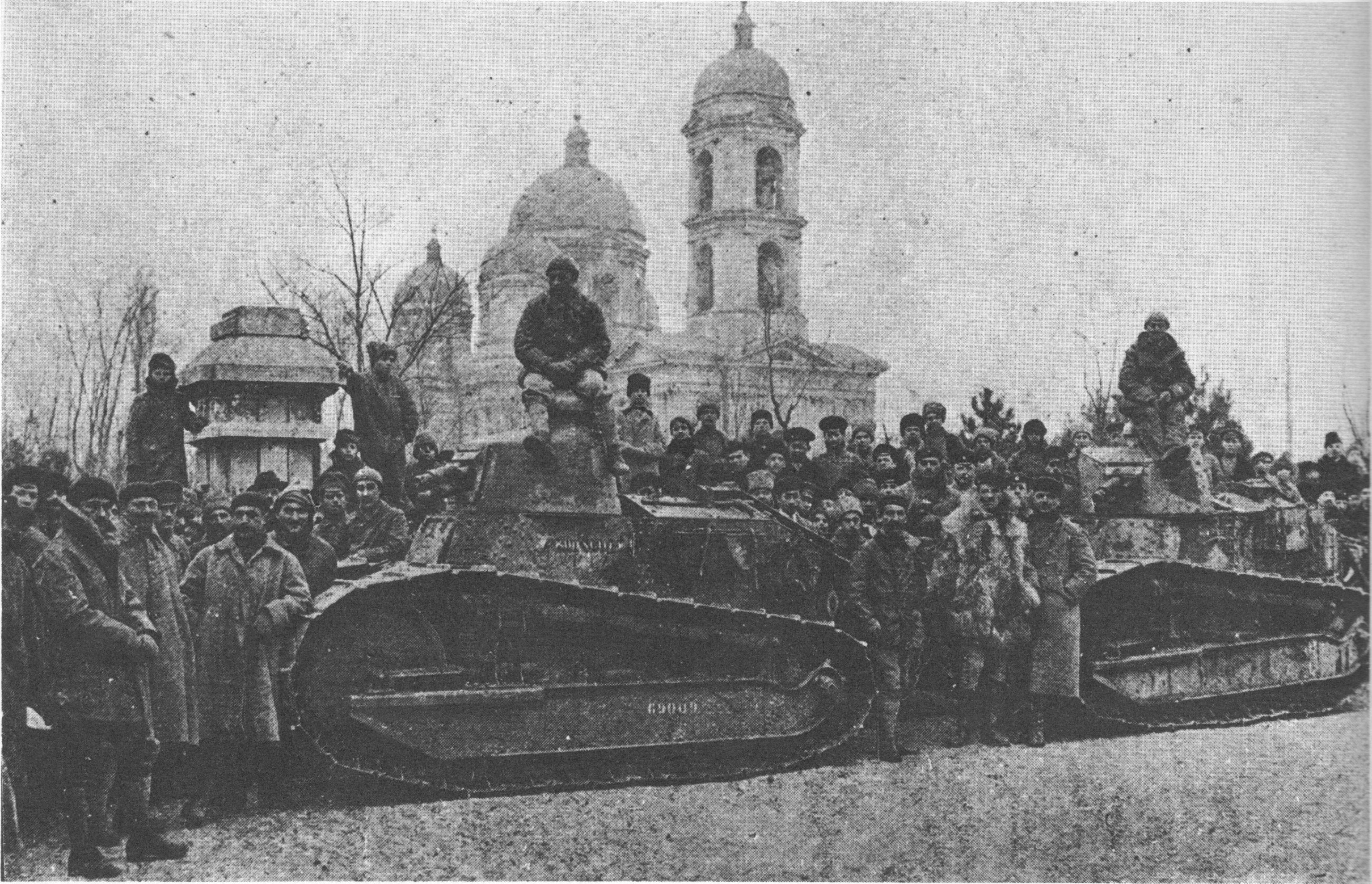
Танки Renault із французькими солдатами в Одесі (1918—1919 роки).

Ще в грудні 1917 року Велика Британія та Французька республіка поділили територію Російської імперії на сфери впливу. Україна потрапила до зони французької відповідальності. У вересні 1918 року прем'єр-міністр Французької республіки Ж. Клемансо затвердив план встановлення військового контролю за північно-чорноморськими портами. 23 листопада 1918 року перші антантівські десанти висадилися в Севастополі, 2 грудня до Одеси прибув французький лінійний корабель «Мірабо». В середині грудня в Одесі почалася висадка 15-тисячного військового десанту Антанти, який змусив війська Української Народної Республіки залишити місто.
13 січня 1919 року в Одесі розташувався штаб французької десантної дивізії. Її командир генерал д'Ансельм зажадав від українських військ розблокувати район навколо Одеси і відійти на лінію Тирасполь—Бірзула—Вознесенськ—Миколаїв—Херсон. Наприкінці січня на початку лютого 1919 року війська Антанти взяли під свій контроль Херсон і Миколаїв. Генерал д'Ансельм видав наказ, у якому оголосив: «Франція і союзники прийшли в Росію, щоб дати змогу всім чинникам доброї волі і патріотизму відновити лад у краї».

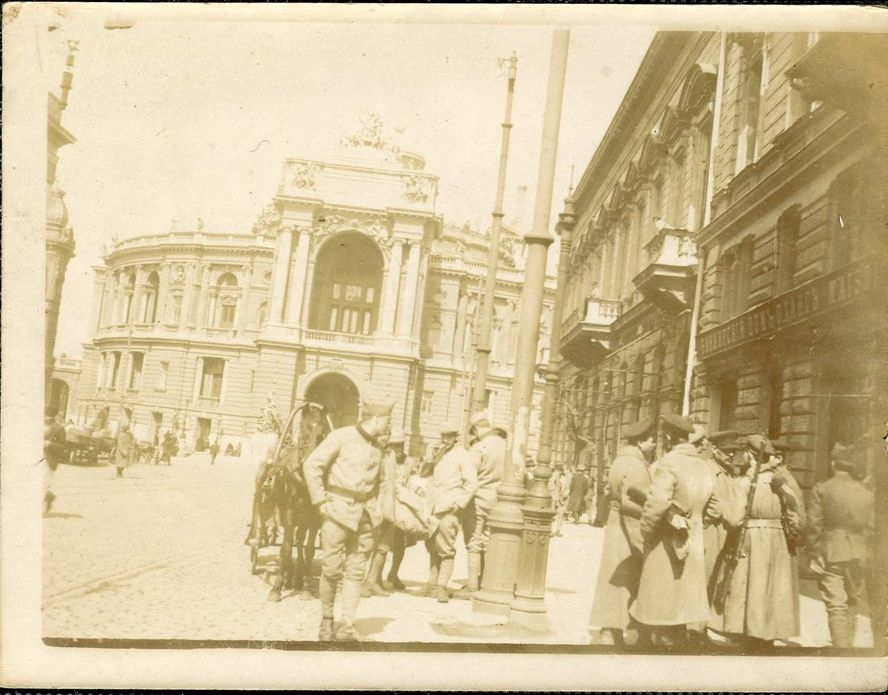
Іноземні легіони на вулицях Одеси. Весна 1919 року.

Французькі військові представники намагалися розібратися в складному конгломераті місцевих політичних угруповань, не допускати одноосібного зміцнення якогось із них. Однак вони не приховували і своєї антибільшовицької упередженості та прихильності до ідеї збереження «єдиної та неподільної Росії». Останнє не могло не позначитися на українсько-французькому діалозі в лютому—березні 1919.

### Вимоги Франції

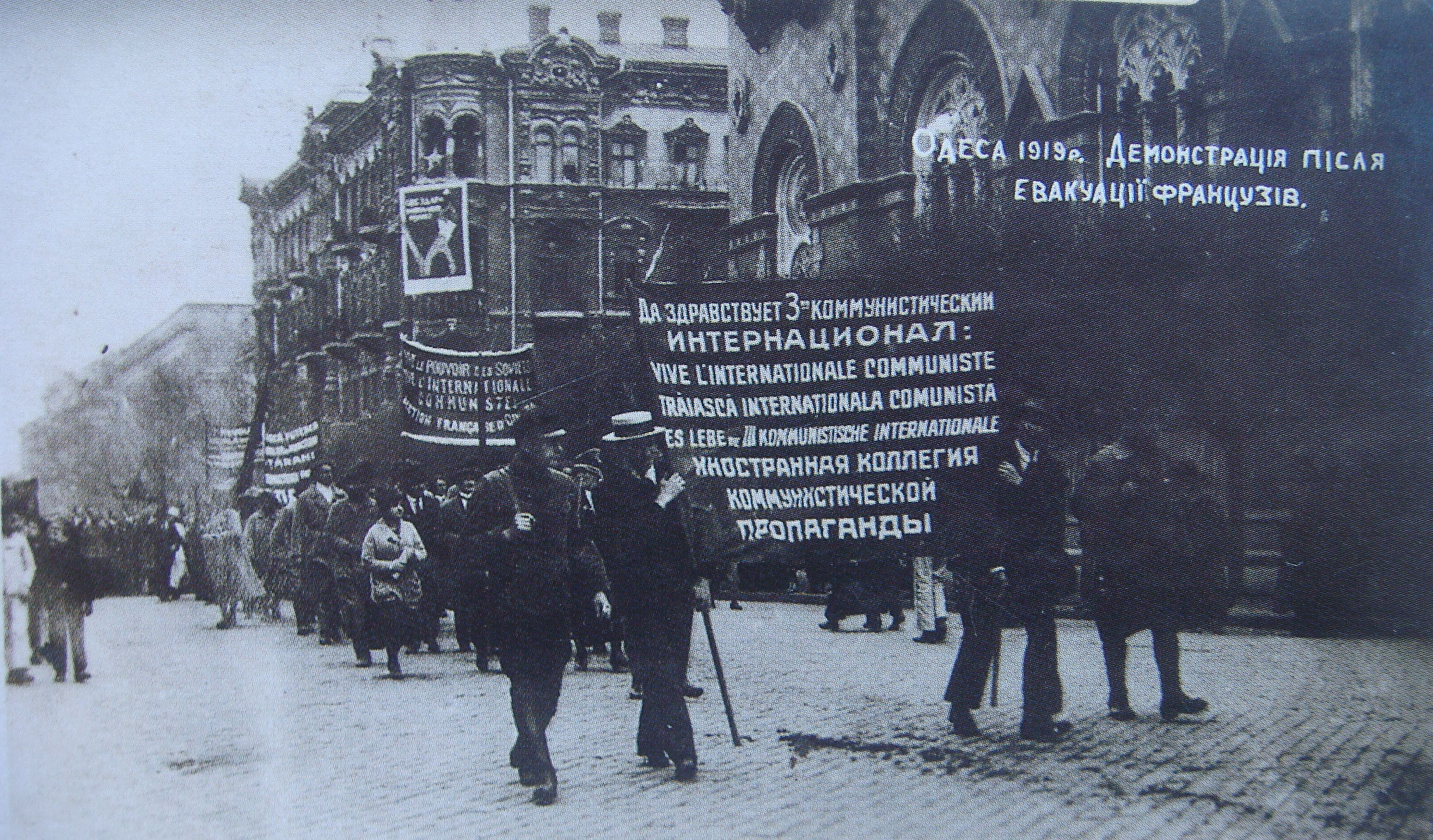
Більшовицькі виступи в Одесі після того, як місто покинули французькі війська (квітень 1919-го).

Французька позиція зводилася до семи пунктів:
1. Південь колишньої Російської імперії поділявся на дві частини. Перша — до неї входили Київська, Волинська, Подільська, Полтавська, Чернігівська і частково Харківська губернії — відводилася під управління Директорії УНР. Друга — її назвали «Южнорусский край» — відводилася під управління спеціально створеної Антантою російської Директорії, до якої долучався представник Добровольчої армії.
2. Весь «край» окуповувався французькими військами.
3. Влада обох Директорій поширювалася лише на цивільні форми життя.
4. Створювався єдиний протибільшовицький фронт на чолі з французьким командуванням.
5. Мали організовуватися змішані французько- українські і французько-російські військові підрозділи.
6. Обидві Директорії зобов'язували провести аграрну реформу, яка передбачала, зокрема, обов'язковий викуп великих маєтків та збереження приватної власності на малі та середні маєтки.
7. Французи мали здійснювати управління фінансами й залізницями.

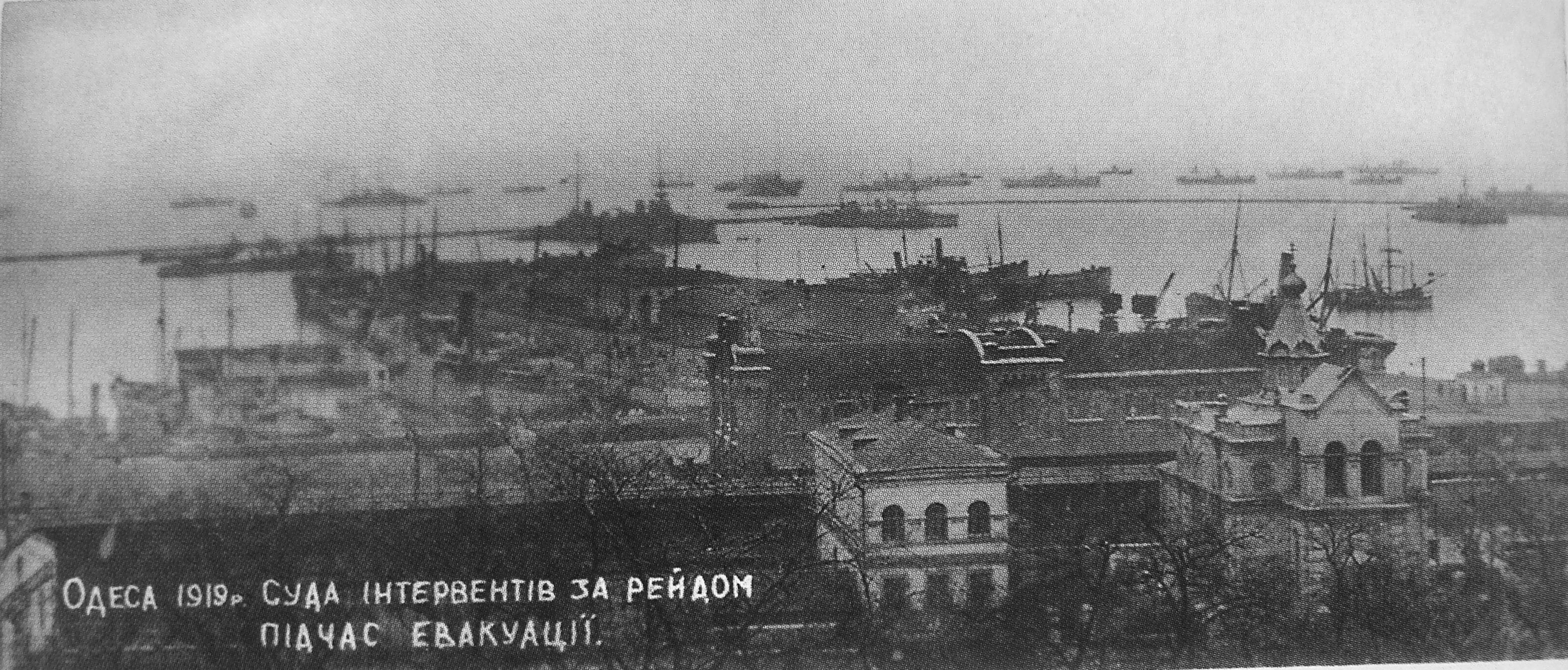
Французькі кораблі під час евакуації військ Франції з Одеси (квітень 1919-го).

Додатково французькі представники наполягали на персональних змінах у керівництві УНР. Цей план не знайшов розуміння ні у Директорії УНР, ні у вищого командування Добровольчої армії.
На початку весни 1919 обставини склалися так, що Антанта не могла вести широкомасштабні воєнні дії в Україні. У березні під тиском частин Червоної армії, які було сформовано переважно з вояків повстанських загонів колишнього отамана Армії УНР М. Григор'єва, вони залишили Херсон і Миколаїв, а на початку квітня — Одесу. Рішення про залишення Одеси було схвалено Радою чотирьох Паризької мирної конференції 1919—1920. Переважна частина антантівського десанту була передислокована до Румунського  королівства. Локальний характер дислокації військ Антанти, їхня відносна нечисленність, пасивна форма власне військової поведінки не дають підстав говорити про військову інтервенцію Антанти в Україні, як це зображувала радянська історіографія.